# Justine Verdier
Justine Verdier (* 1985 Paříž) je francouzská klavíristka.

## Život
Hře na klavír se věnuje od čtyř let. Studovala na Universität Mozarteum Salzburg u prof. Karl-Heinze Kämmerlinga a prof. Pavla Gililova, u kterého absolvovala magisterské studium s vyznamenáním. Justine se zúčastnila mnoha mistrovských kurzů, na nichž vyučovali klavíristé Milosz Magin, Jean-Marc Luisada, Dominique Merlet, Francois-Rene Duchable, Abdel Rahman el Bacha, Janusz Olejniczak, George Kern a Galina Egyazarová. Je držitelkou cen mnoha hudebních soutěží včetně UFAM, Claude Kahn competition, Royaume de la Musique, Sonatina and Sonata International Youth Piano Competition (USA), Young Concert Flame Contest, Milosz Magin International Competition, Live Music Now Menuhin Foundation, Foundation Hildegard Maschmann Scholarship ve Vídni, International Rotary Rotaract Ramon Llull Palma de Mallorca a "Bärenreiter" vítězkou 10th International Mozart Competition v Salzburgu.
Justine Verdier hrála sólově s mnoha orchestry, na koncertech komorní hudby a klavírních recitálech ve Francii, Rakousku, Polsku, Německu, Itálii, Ukrajině, Španělsku, Srbsku, Tahiti, Rusku a ve Spojených státech amerických. Byla hudební ředitelkou produkce «Don Pasquale» od Donizettiho, doprovázela a vedla zpěv na letních mistrovských kurzech AAMA (Salzburg) a FAVA (Périgord, Francie), byla oslovena dirigentem Pedro Halffterem ke klavírnímu doprovodu sboru a zpěváků v Opera La Maestranza v Seville, poslední sezónu byla klavíristkou operní společnosti «Sevilla de Opera». V současnosti žije v Madridu.